# Liste des ministres israéliens des Affaires étrangères

Cet article présente une liste des ministres israéliens des Affaires étrangères. 
Depuis le 5 novembre 2024, le poste est occupé par Gideon Sa'ar.

## Liste chronologique

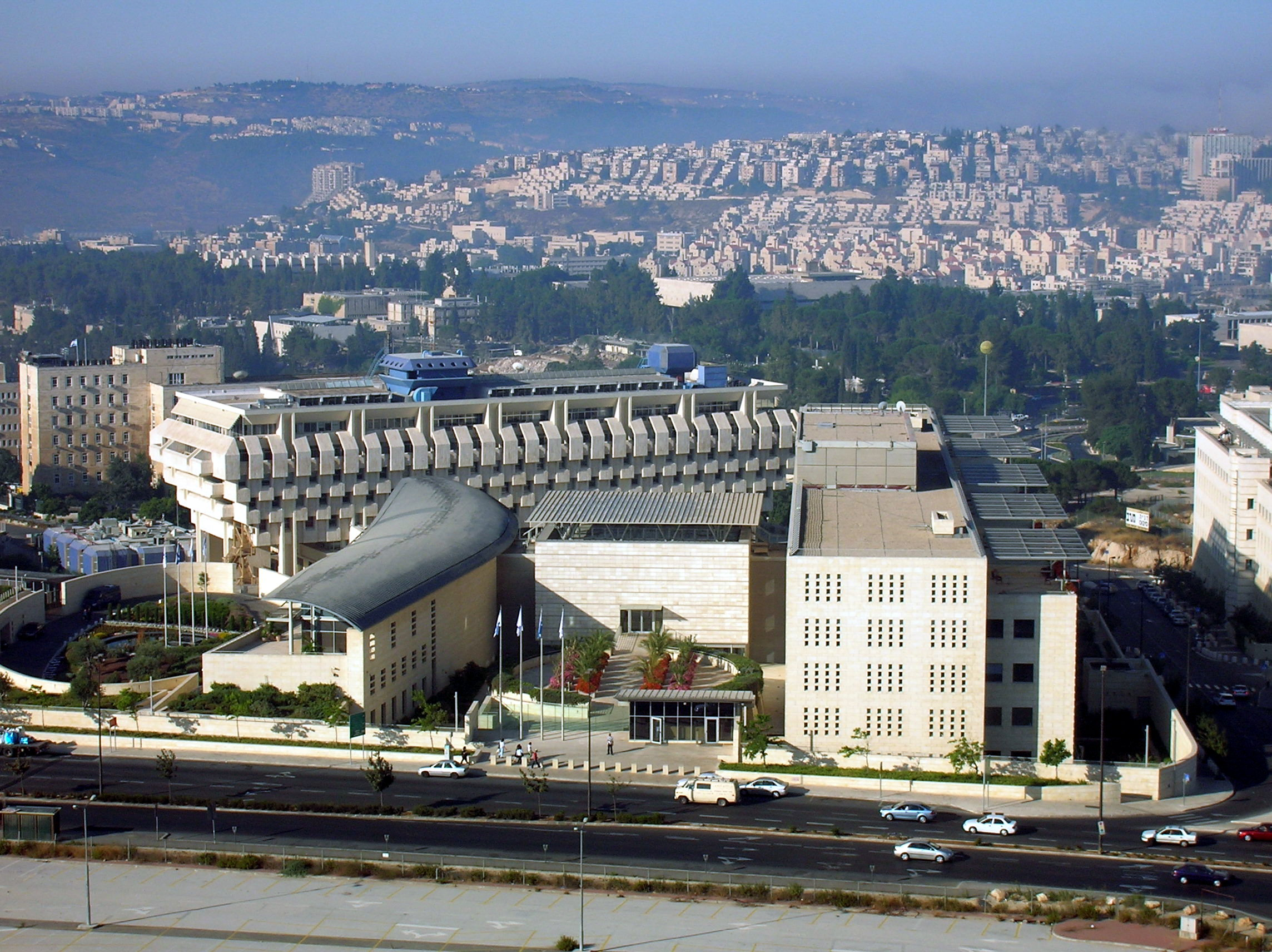
Siège du ministère des Affaires étrangères israélien à Jérusalem.

| Ordre | Nom                 | Parti                                     | Dates                               |
| ----- | ------------------- | ----------------------------------------- | ----------------------------------- |
| 1     | Moshe Sharett       | Mapaï                                     | 15 mai 1948 – 18 juin 1956          |
| 2     | Golda Meir          | Premier Alignement (Mapaï, Ahdut HaAvoda) | 18 juin 1956 – 12 janvier 1966      |
| 3     | Abba Eban           | Second Alignement (Mapam, Travailliste)   | 13 janvier 1966 – 2 juin 1974       |
| 4     | Yigal Allon         | Second Alignement (Mapam, Travailliste)   | 3 juin 1974 – 19 juin 1977          |
| 5     | Moshe Dayan         | Sans Parti                                | 20 juin 1977 – 23 octobre 1979      |
| 6     | Yitzhak Shamir      | Likoud                                    | 10 mars 1980 – 20 octobre 1986      |
| 7     | Shimon Peres        | Second Alignement (Mapam, Travailliste)   | 20 octobre 1986 – 23 décembre 1988  |
| 8     | Moshe Arens         | Likoud                                    | 23 décembre 1988 – 12 juin 1990     |
| 9     | David Lévy          | Likoud                                    | 13 juin 1990 – 13 juillet 1992      |
| 10    | Shimon Peres        | Travailliste                              | 14 juillet 1992 – 22 novembre 1995  |
| 11    | Ehud Barak          | Travailliste                              | 22 novembre 1995 – 18 juin 1996     |
| 12    | David Lévy          | Gesher                                    | 18 juin 1996 – 6 janvier 1998       |
| 13    | Ariel Sharon        | Likoud                                    | 13 octobre 1998 – 6 juin 1999       |
| 14    | David Lévy          | Un Israël                                 | 6 juin 1999 – 4 août 2000           |
| 15    | Shlomo Ben-Ami      | Un Israël                                 | 10 août 2000 – 7 mars 2001          |
| 16    | Shimon Peres        | Travailliste                              | 7 mars 2001 – 2 novembre 2002       |
| 17    | Benyamin Netanyahou | Likoud                                    | 6 novembre 2002 – 28 février 2003   |
| 18    | Silvan Shalom       | Likoud                                    | 28 février 2003 – 16 janvier 2006   |
| 19    | Tzipi Livni         | Kadima                                    | 18 janvier 2006 – 1er avril 2009    |
| 20    | Avigdor Lieberman   | Israel Beytenou                           | 1er avril 2009 – 18 décembre 2012   |
| 21    | Benyamin Netanyahou | Likoud                                    | 18 décembre 2012 – 11 novembre 2013 |
| 22    | Avigdor Lieberman   | Israel Beytenou                           | 11 novembre 2013 - 6 mai 2015       |
| 23    | Benyamin Netanyahou | Likoud                                    | 14 mai 2015 - 17 février 2019       |
| 24    | Israël Katz         | Likoud                                    | 17 février 2019 - 17 mai 2020       |
| 25    | Gabi Ashkenazi      | Bleu et blanc                             | 17 mai 2020 - 13 juin 2021          |
| 26    | Yaïr Lapid          | Yesh Atid                                 | 13 juin 2021 - 29 décembre 2022     |
| 27    | Eli Cohen           | Likoud                                    | 29 décembre 2022 - 1er janvier 2024 |
| 28    | Israël Katz         | Likoud                                    | 1er janvier 2024 - 5 novembre 2024  |
| 29    | Gideon Sa'ar        | Nouvel Espoir                             | Depuis le 5 novembre 2024           |